# Hans Langreiter
Hans Langreiter (* 9. April 1961 in Saalfelden) ist ein österreichischer Politiker (ÖVP) und ehemaliger Abgeordneter zum Österreichischen Nationalrat. 

## Ausbildung und Beruf
Langreiter besuchte von 1967 bis 1971 die Volksschule und im Anschluss das Privatgymnasium Borromäum in Salzburg. Nach dem Abschluss der Matura 1979 leistete Langreiter den Präsenzdienst ab und begann 1980 ein Studium der Rechtswissenschaften an der Universität Salzburg. 1990 schloss er sein Studium mit dem akademischen Grad Mag. iur. ab. 
Langreiter arbeitete zwischen 1990 und 2002 als Landesbediensteter an der Bezirkshauptmannschaft Zell am See.

## Politik
Langreiter ist seit 1992 Ortsgruppenobmann des ÖAAB und seit 1997 Mitglied des ÖAAB-Bezirkspräsidiums. Langreiter wurde 1994 zum Bürgermeister der Gemeinde Maria Alm am Steinernen Meer gewählt. 1997 wurde Langreiter Bezirksparteiobmann der ÖVP Zell am See und Mitglied des ÖVP-Landesvorstandes. Zwischen dem 6. November 2001 und dem 29. Oktober 2006 vertrat er die ÖVP im Nationalrat.